# (13475) Oreste
(13475) Oreste, désignation internationale (13475) Orestes, est un astéroïde troyen jovien.

## Description
(13475) Oreste est un astéroïde troyen jovien, camp grec, c'est-à-dire situé au point de Lagrange L4 du système Soleil-Jupiter. Il présente une orbite caractérisée par un demi-grand axe de 5,176 UA, une excentricité de 0,074 et une inclinaison de 7,9° par rapport à l'écliptique.
Il est nommé en référence au personnage de la mythologie grecque Oreste, acteur du conflit légendaire de la guerre de Troie.

## Compléments